# Контракт (фільм, 2002)
Контракт (англ. The Contract) — американський трилер 2002 року.

## Сюжет
На чарівну Енн Коллінз навалилися проблеми: її дістає бос, ображають друзі і бісить чоловік. У відчаї вона розповідає про свої поневіряння незнайомцеві, який раптово пропонує позбавити її від будь-яких неприємностей, їй достатньо лише підписати з ним контракт. Незабаром бос гине страшною смертю, і Енн до свого жаху розуміє, що дивний благодійник сприйняв їх жартівливу угоду всерйоз, і тепер в небезпеці всі її близькі.

## У ролях
- Камілла Овербай Рус — Енн Коллінз
- Джефф Фейгі — детектив Туччі
- Ендрю Кіґан — Говард Клен
- Емі Вебер — Джессіка Грей
- Майкл Ворт — детектив МакГінесс
- Роберт Гант — Джин Коллінз
- Стів Лоуренс — капітан О'Ніл
- Луїза Флетчер — бабуся Коллінз
- Патрік Ренна — Джеррі клерк
- Стефен Дж. Кеннел — Вільям Гудвін
- Дж.Б. Гейнор — Скотті Коллінз
- Ден Донохью — людина в чорному
- Дженніфер Ламберт — Дана Теркотт
- Даніель Керін — Гізер Бернс
- Роберт Лаветт — Карл бармен
- Мік Кейн — хлопець Гізер
- Кріс Бірн — детектив Кріс
- Шоні Багвелл — Бетті секретар
- Джордж Майерс — охорона
- Луїз Раппорт — стара в магазині
- Хесус Нєбот — офіціант
- Челсі Кеннел — Тейлор
- Келле Корбел — менеджер готелю
- Джоел Берлінгер — капітан Тінкер
- Джеймс Гантер — командир спецпідрозділу
- Брейді Майклс — спецназівець 2
- Стів Бірн — спецназівець 3
- Джеррі Вейн Бернард — доктор Маллоззі
- Еріка Нанн — медсестра Гейл
- Гуд Флойд — поліцейський
- Гарві Шейн — шофер Джина
- Мелісса Брюер — дівчина Говарда